# Heinrich Brandt

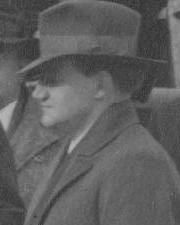
Heinrich Brandt

Heinrich Brandt (Feudingen, 8 november 1886 - Halle, 9 oktober 1954) was een Duitse wiskundige, die als eerste het concept van een groepoïde in de categorietheorie ontwikkelde. 
Brandt studeerde aan de Universiteit van Göttingen en van 1910 tot 1913 aan de Universiteit van Straatsburg. Hij was een leerling van Heinrich Weber, bij wie hij in 1912 promoveerde. Vanaf 1913 was hij assistent aan de Technische Universiteit van Karlsruhe. Vanaf 1921 doceerde hij meetkunde en toegepaste wiskunde aan de Rheinisch-Westfälische Technische Hochschule Aachen en vanaf 1930 bekleedde hij de leerstoel voor de wiskunde aan de Universiteit van Halle-Wittenberg. 
Naar Brandt is de Brandt-matrix genoemd: een rekenkundige manier om de actie van de Hecke-operator op thètareeksen als modulaire vormen te beschrijven. Deze theorie werd gedeeltelijk door een student van Brandt, Martin Eichler. De theorie biedt een algoritmische benadering voor machineberekeningen (in de zin dat thètareeksen ruimten van modulaire vormen omspannen). De theorie wordt tegenwoordig geformuleerd aan de hand van Brandt-modulen.